# Olaf Sæther
Olaf Sæther (ur. 1 lipca 1871 w gminie Sør-Odal, zm. 1 listopada 1945 w Oslo) – norweski strzelec, dwukrotny medalista olimpijski.
Sæther uczestniczył w dwóch igrzyskach olimpijskich. W Londynie (1908) wziął udział w dwóch konkurencjach strzelectwa: karabin dowolny, trzy postawy, 300 m (9. miejsce) i karabin dowolny, trzy postawy, 300 m, drużynowo (1. miejsce; wraz z Albertem Helgerudem, Gudbrandem Skatteboe, Olem Sætherem, Juliusem Braathe i Einarem Libergiem).
W Sztokholmie (1912) wystartował w trzech konkurencjach strzelectwa: karabin dowolny, trzy postawy, 300 m (18. miejsce), karabin dowolny, trzy postawy, 300 m, drużynowo (2. miejsce; wraz z Gudbrandem Skatteboe, Østenem Østensenem, Albertem Helgerudem, Olem Sætherem i Einarem Libergiem) i karabin wojskowy, dowolna postawa, 600 m (60. miejsce).